# 许大纯
许大纯（1967年3月—），男，汉族，山东聊城人，中共党员，中华人民共和国政治人物。

## 人物经历
曾任山西省国土资源厅厅长，中华人民共和国自然资源部人事司司长、部总规划师，中华人民共和国海关总署党委委员、政治部主任。
2023年7月，出任中华人民共和国自然资源部党组成员、副部长。2025年3月，兼任中国地质调查局党组书记。同年4月，任中国地质调查局局长。